# Zurückverweisung
Die Zurückverweisung ist eine mögliche Rechtsmittelentscheidung von Gerichten ab der zweiten Instanz. Ihr geht eine kassatorische Entscheidung voraus, mit der das Gericht zwar das Urteil der Vorinstanz aufhebt, aber in der Sache nicht selbst entscheidet, sondern diese dem Gericht der Vorinstanz noch einmal vorlegt, damit dieses erneut, gegebenenfalls unter Beachtung der Rechtsauffassung des zurückverweisenden Gerichts, über die streitige Sache entscheidet.

## Zivilprozess

### Zurückverweisung im Revisionsverfahren
Die Zurückverweisung ist im Revisionsverfahren die Regel und folgt aus § 563 ZPO. Da die Revision keine Tatsacheninstanz ist, wird das Verfahren, soweit die Revision erfolgreich ist, nach Aufhebung des Urteils an das Berufungsgericht, bzw. im Falle der Sprungrevision an das erstinstanzliche Gericht zurückgewiesen, damit dieses weitere notwendige Tatsachenfeststellungen durchführen kann, um endgültig über die streitige Sache entscheiden zu können.
Das Revisionsgericht hat allerdings in der Sache selbst zu entscheiden, wenn lediglich eine Verletzung materiellen Rechts festgestellt wird und die Sache spruchreif ist.
Das Revisionsgericht kann auch dann die Sache an das Berufungsgericht zurückverweisen, wenn in einer Nichtzulassungsbeschwerde die Verletzung rechtlichen Gehörs festgestellt wird. (§ 544 Abs. 7 ZPO)

### Zurückverweisung im Berufungsverfahren
Die Zurückverweisung bereits im Berufungsverfahren ist nach § 538 ZPO nur ausnahmsweise zulässig, da das Berufungsgericht selbst über die Sache zu entscheiden hat. Eine Zurückverweisung ist allerdings auf Antrag einer der Parteien in folgenden Fällen möglich:
1. das Verfahren leidet an einem wesentlichen Mangel und es ist eine umfangreiche Beweisaufnahme notwendig
2. ein Einspruch wurde vom Gericht der Vorinstanz als unzulässig verworfen
3. das Gericht der Vorinstanz hat lediglich über die Zulässigkeit der Klage und nicht über die streitige Sache entschieden
4. im Streit um einen Rechtsanspruch hat das Gericht der Vorinstanz entweder lediglich über den Grund entschieden oder die Klage ganz abgewiesen
5. gegen Vorbehaltsurteile im Urkunden- und Wechselprozess
6. gegen ein Versäumnisurteil
7. gegen ein Teilurteil, wenn dieses rechtlich unzulässig ist

## Verwaltungsprozess

### Zurückverweisung im Revisionsverfahren
Im Verwaltungsprozess kann nach § 144 VwGO das Bundesverwaltungsgericht selbst entscheiden, ob es in der Sache selbst entscheidet oder die Sache an das Berufungsgericht zurückverweist. Eine Zurückverweisung erfolgt in der Regel dann, wenn noch weitere Feststellungen zur Sache notwendig ist, um eine endgültige Entscheidung herbeizuführen. Im Falle einer Sprungrevision kann das Gericht die Sache abweichend vom Zivilprozess auch an das zuständige Oberverwaltungsgericht zurückverweisen, das zuvor noch übersprungen wurde.

### Zurückverweisung im Berufungsverfahren
Für die Zurückverweisung im Berufungsprozess gilt nach § 130 VwGO analog zum zivilgerichtlichen Verfahren, dass diese nur auf Antrag zulässig ist, wenn das Verfahren an einem wesentlichen Mangel leidet und eine umfangreiche Beweisaufnahme notwendig ist, oder das Verwaltungsgericht nicht über die Sache entschieden hat.

### Zurückverweisung an die Behörde
Das verwaltungsgerichtliche Verfahren ermöglicht in § 113 Abs. 3 VwGO die Zurückverweisung der Sache an die zuständige Behörde. Dies ist eine Ausnahme vom Grundsatz, dass das Gericht grundsätzlich selbst über die Sache zu entscheiden hat, und soll vor allem verhindern, dass die Behörde erkennbar notwendige Feststellungen auf die Gerichte abwälzt.
Die Zurückverweisung setzt voraus, dass noch erhebliche Ermittlungen notwendig sind, das heißt weitgehende Erkenntnismängel bis hin zum vollständigen Erkenntnisausfall vorliegen, und die Aufhebung unter Berücksichtigung der Belange der Beteiligten sachdienlich ist. Da diese Form der Zurückverweisung für den Kläger bedeutet, dass er erst in mehreren Monaten wieder eine gerichtliche Klärung herbeiführen kann, bedeutet das, dass die Behörde personell in der Lage sein muss, die notwendigen Feststellungen erheblich schneller zu treffen als das Gericht, und dass daraus eine neue Entscheidung zu erwarten ist.
Die Entscheidung, mit der das Gericht die Sache an die Behörde zurückverweist, ist mit den normalen Rechtsmitteln (Berufung oder Revision) anfechtbar.